# Skylanders:Spyro's Adventure
Skylanders: Spyro's Adventure är ett action- och plattformsbaserat spel utvecklat av Toys for Bob och utgivet av Activision. Spelet släpptes 2011 till flera plattformar, inklusive PlayStation 3, Xbox 360, Wii, Nintendo 3DS samt PC och Mac. Det är det första spelet i Skylanders-serien.

## Handling
Spelets handling kretsar kring den magiska världen Skylands, som hotas av den onde Kaos, en ondskefull portalmästare som tar sönder ljusets kärna, detta leder till att han kan ta kontroll över riket. Nu är det upp till spelaren tillsammans med sina skylanders att stoppa Kaos och laga ljusets kärna för att få tillbaka balansen i Skylands.

## Karaktärer
- ✅ Core Skylanders kan öppna elementportar.

Skylanders Spyro´s Adventure karaktärer är märkta med färgen grön på undersidan av samlarobjektet. Skylanders-exempel på bilden: Series 1 Whirlwind

- Skylanders Spyro´s Adventure karaktärer är märkta med färgen grön på undersidan av samlarobjektet. Skylanders-exempel på bilden: Series 1 Whirlwind❌ Inga andra skylanderstyper används för portar i detta spel.

## Startpaket

I Skylanders Spyro´s Adventure så finns det något som heter expansionsäventyr och äventyrspack. Dessa låser upp extra banor i spelet när dom placeras på Portal of power. Dessa typer av samlarobjekt kan även ses i spelen: Skylanders Swap Force, Skylanders Trap Team och Skylanders Imaginators. Skylanders Spyro´s Adventure expansionsäventyr och äventyrspack-exempel på bilden: (den längst till vänster = Isimperiet) (den näst längst till vänster = Pirathaven) övriga expansionsäventyr och äventyrspack i bilden är från andra skylanders-spel.

I det vanliga startpaketet för Skylanders Spyro´s Adventure får spelaren med tre skylanders som heter Series 1 Trigger Happy, Series 1 Spyro och Series 1 Gill Grunt. Spelaren får också med en poster så man kan se allting man kan samla på och man får med en portal of power och spelet.

## Spelutvecklare
Spelet skapades av Toys For Bob och publicerades av Activision. All musik som förekommer i spelupplevelsen är komponerad av Filmkompositörerna Lorne Balfe och Hans Zimmer.

## Efterföljare
Efter framgången med Skylanders: Spyro's Adventure släpptes flera uppföljare i serien, inklusive:
- Skylanders: Giants (2012)
- Skylanders: Swap Force (2013)
- Skylanders: Trap Team (2014)
- Skylanders: SuperChargers (2015)
- Skylanders: Imaginators (2016)

## Liknande koncept som Skylanders
- Amiibo – spelfigurer/samlarfigurer från Nintendo som kan användas i diverse Nintendo-spel
- Disney Infinity – spel som använder liknande koncept, fast med disney´s karaktärer[1]